# Wahlen zum Senat der Vereinigten Staaten 1918
Am 5. November 1918 wurde in den Vereinigten Staaten ein Drittel der Mitglieder des US-Senats gewählt. Die Wahlen waren Teil der allgemeinen Wahlen zum 66. Kongress der Vereinigten Staaten in jenem Jahr, bei denen auch alle Abgeordneten des Repräsentantenhauses gewählt wurden. Da der Wahltermin genau in der Mitte der zweiten Amtszeit von Präsident Woodrow Wilson lag (Halbzeitwahlen, engl. midterm election), galten die Wahlen zum Teil auch als Votum über die bisherige Politik des Präsidenten.
Seit der Verabschiedung des 17. Zusatzartikel zur Verfassung der Vereinigten Staaten im Jahr 1913 werden alle US-Senatoren in ihrem jeweiligen Bundesstaat direkt vom Volk ihres Staates gewählt. Dabei stellt jeder Bundesstaat 2 Senatoren. Nach der Verfassung der Vereinigten Staaten werden US-Senatoren auf sechs Jahre gewählt. Allerdings werden nie alle Senatsmitglieder gleichzeitig gewählt. Die Wahl folgt einem Schema, wonach alle zwei Jahre ein Drittel der Senatoren zeitgleich mit der Wahl zum US-Repräsentantenhaus gewählt werden. Zu diesem Zweck ist der Senat in drei Klassen eingeteilt, die das Wahljahr der Senatoren bestimmen. Im Jahr 1918 standen die Senatoren der Klasse II zur Wahl. Zu diesem Zeitpunkt bestanden die Vereinigten Staaten aus 48 Bundesstaaten. Daraus ergibt sich die Zahl von insgesamt 96 Senatoren, von denen 34 zur Wahl standen.

## Senatszusammensetzung nach der Wahl
- Demokratische Partei: 47 (53) Sitze
- Republikanische Partei: 49 (43) Sitze

Gesamt: 96
In Klammern sind die Ergebnisse der letzten Wahlen vom 7. November 1916. Veränderungen im Verlauf der Legislaturperiode, die nicht die Wahlen an sich betreffen, sind bei diesen Zahlen nicht berücksichtigt. Werden aber im Artikel über den 66. Kongress im Abschnitt über die Mitglieder des Senats bei den entsprechenden Namen der Senatoren vermerkt.
Das Wahlergebnis bedeute einen Wechsel der Mehrheit von den Demokraten zu den Republikanern. Eine Ursache dafür war die Politik von Präsident Wilson. Zwei Jahre zuvor war dieser mit der Ansage in den Präsidentschaftswahlkampf gezogen die Vereinigten Staaten weiterhin aus dem in Europa ausgebrochenen Ersten Weltkrieg herauszuhalten. Kurz nach seiner Einführung in seine zweite Amtszeit traten dann die USA doch in diesen Krieg ein. Das führte in einigen demokratischen Wählerschichten zu Unmut. Außerdem war man mit der aktuellen Politik des Präsidenten ebenfalls unzufrieden. Vor allem sein Plan der Gründung des Völkerbundes bzw. die geplante Absicht des Beitritts der USA zu diesem Bund wurde damals mehrheitlich von den Amerikanern abgelehnt. Dieser Position schlossen sich die Republikaner an.
Zu Veränderungen nach der Wahl siehe auch Liste der Mitglieder des Senats im 66. Kongress der Vereinigten Staaten.